# Post tenebras lux

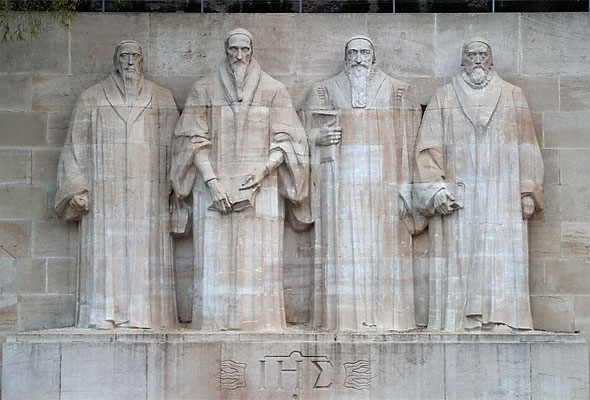
Стена Реформации в Женеве

Post tenebras lux — латинская фраза, переведённая как После мрака свет. Или Post tenebras spero lucem (с лат. — «Надеюсь на свет после мрака») в версии Вульгаты (Иов.17:12).

## Использование
Фраза была принята как кальвинистский девиз, и была впоследствии принята как девиз всего Реформатства, а также города Женевы, Швейцария. Девиз выгравирован на Стене Реформаторов в Женеве и на Памятнике гугенотам в ЮАР.
Фраза Post tenebras lux была государственным девизом Чили, прежде чем её заменили испанской Por la razón o la fuerza (с исп. — «Правом или силой»). Также фраза является девизом американского колледжа American International College в Спрингфилде (Массачусетс), одним из двух девизов американского колледжа Robert College в Стамбуле и девизом университета Externado de Colombia в Боготе.

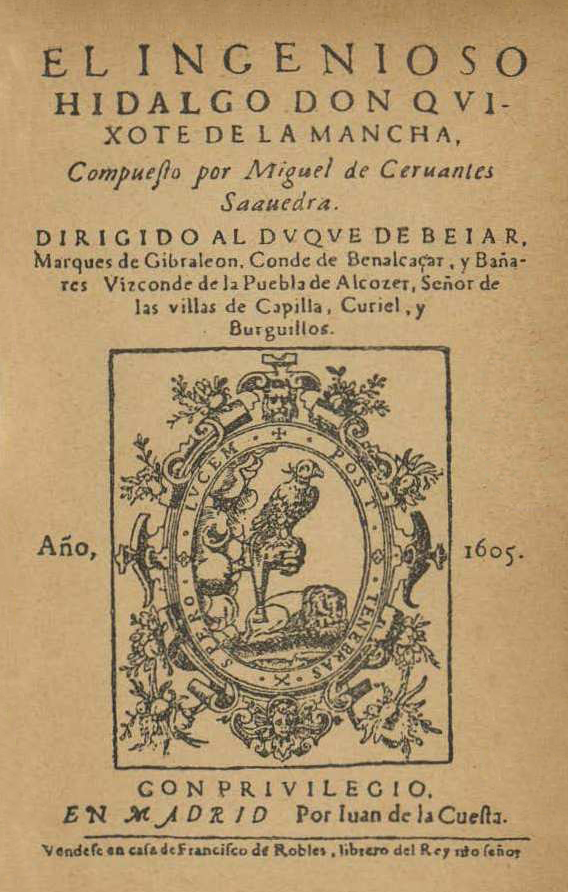
Титульный лист первого издания романа «Хитроумный идальго Дон Кихот Ламанчский»(1605)

В виде девиза Post tenebras spero lucem появляется во второй части романа Сервантеса "Дон Кихот". Фраза присутствует на титульных листах первых изданий обеих частей, оформленных Хуаном-де-ла-Куэста в 1605 и 1615 годах соответственно.
Фраза послужила названием фильма «После мрака свет» мексиканского кинорежиссёра Карлоса Рейгадаса, вышедшего в 2012 году. 